# Roccaraso
Roccaraso je italská obec v provincii L'Aquila v oblasti Abruzzo.
V roce 2014 zde žilo 1 633 obyvatel.

## Poloha
Obec leží na jihu provincie L'Aquila u hranic s provincií Isernia, tedy i u hranic regionu Abruzzo s regionem Molise. Sousední obce jsou: Ateleta, Barrea, Castel di Sangro, Pescocostanzo, Rivisondoli, San Pietro Avellana (Isernia) a Scontrone.

## Vývoj počtu obyvatel
Zdroj: 